# BABY FAZE
BABY FAZE（ベビー・フェイズ）とは、デザイン事務所名、日本のクリエイティブディレクター / アートディレクター / グラフィックデザイナーであるサイトウシンヤのペンネームである。

## 概要
- 主に音楽関連のCDジャケット・アーティストロゴ、コンサートグッズ、ツアーパンフレットなどのアートディレクション&デザインを行っている。企画・製造まで行うこともある。
- B'z 松本孝弘のトレードマークである「玲」のロゴをデザイン。「玲」とは澄んだ音・鈴の音などの意。左肩の刺青やアンプ、ギターピック、多くの機材等に刻まれる。
- 2012年、SKE48 「片想いFinally」より2018年「いきなりパンチライン」までアートディレクション＆デザインを行う。2024年「愛のホログラム」で久しぶりに復帰。
- 2018年、 King & Prince『シンデレラガール 』他sgl3枚、ライブBD＆DVD、　2019年1st AL「King & Prince」までアートディレクション＆デザインを行う。
- 2021年、関ジャニ∞の「キミトミタイセカイ」にて世界初のオーロラリフレクションジャケットを企画・デザイン。オーロラリフレクションマスクも特典として付属されている。
- 2018年以降は本業のデザイン業以外に聖闘士星矢「セイントクロスパンツ」を企画・デザイン・製造・販売し大ヒット。世界中の聖闘士星矢ファンから注目を集める。その後も進撃の巨人、キン肉マン、ワールドトリガーとコラボレーション。そして東京リベンジャーズとのコラボでは世界初のオーロラリフレクションぬいぐるみを、うる星やつらとのコラボではオーロラリフレクションアクスタを企画・製造・販売。
- 2023年、sanrio クロミ＆マイメロディのオーロラリフレクションTシャツを企画・デザイン・製造・販売。
- 2024年、世界初の3Dホログラムペンライト「GHOSTICK」ゴースティックを発表。
- Suara・南明奈・yozuca*等に楽曲提供している。

## 作品
- B'z 松本孝弘　"玲" ロゴ
- NANA
  - トリビュート・アルバム『LOVE for NANA 〜Only 1 Tribute〜』
- ZONE
  - 『笑顔日和』
  - 『E 〜Complete A side Singles〜』
  - 『Ura E 〜Complete B side Melodies〜』
  - 『ZONE FINAL in 日本武道館 2005/04/01〜心を込めてありがとう〜』
  - 『ZONE BEST MEMORIAL CLIPS』
  - 『ZONE FINAL in 日本武道館 -卒業アルバム-』写真集
- 長瀬実夕
  - 『Just 4 your Luv』
  - 『snowy love』
  - 『Luv & love CLIPS〜from N.Y.〜』
- ClariS SPRING TOUR 2024 ~Tinctura~ ツアーロゴデザイン他
- T.M.Revolution
  - 『Albireo -アルビレオ-』
  - 『SEVENTH HEAVEN』
  - 『SEVENTH HEAVEN』写真集
- V6
  - 『Very best II』
- 近藤真彦
  - トリビュート・アルバム『MATCHY TRIBUTE』
- SE7EN
  - 『あいたい』
- 関ジャニ∞
  - 『CONCERT TOUR 2006 Funky Tokyo OsakaNagoya』
  - 『全国ツアー第2弾』『京セラドーム公演』ツアーパンフレット&グッズ
  - 『キミトミタイセカイ』
- 玉置成実　『My graduation』ツアーパンフレット
- KinKi Kids
  - 10周年コンサート 2007 東京ドーム公演『39』ツアーパンフレット&グッズ
- Hey! Say! 7
  - Hey! Say! JUMP 2009 コンサートグッズ
- 川嶋あい
  - 『ドアクロール』
  - 『Ai Kawashima Concert2007 足あと』
- L'Arc～en～Ciel
  - ライブ写真集「THEATER OF KISS」
- Dツアーパンフレット2008・2009・2010
- 高嶋ちさ子
  - 『plays GIBLI』
- 12人のヴァイオリニスト
  - 『i Meets...』
  - 『ユーミンの四季』
  - 『ヴィヴァルディ四季』
- 西川貴教
  - 『イナズマロックフェス』2009・2010ツアーパンフレット
- 舞台『タンブリング』vol.1&2 宣伝ポスター&パンフレット＆グッズ
- ココア男。
  - 『甘い罠 苦い嘘、、、』
  - 『RICHCOCOA』
  - 『PREMIUM COCOA』
- SKE48
  - 『片想いFinally』
  - 『キスだって左利き』
  - 『この日のチャイムを忘れない』
  - 『美しい稲妻』
  - 『賛成カワイイ!』
  - 『未来とは?』
  - 『不器用太陽』
  - 『12月のカンガルー』
  - 『前のめり』
  - 『チキンLINE』
  - 『金の愛、銀の愛』
  - 『革命の丘』
  - 『意外にマンゴー』
  - 『無意識の色』
  - 『いきなりパンチライン』
  - 『愛のホログラム』
- 加藤和樹（K.Kベストセラーズ）
- 指原莉乃
  - 『それでも好きだよ』
  - 第一回ゆび祭り～アイドル臨時総会～オフィシャルロゴ・グッズデザイン・制作・納品まで 指原莉乃 with アンリレ『意気地無しのマスカレード』 内田裕也 with 指原莉乃『シェキナベイベー』
- 柏木由紀
  - 2nd ソロライブDVD&BD 寝ても覚めてもゆきりんワールド ~夢中にさせちゃうぞっ♡~
  - 『Birthday wedding』 販促ラバーチャーム
  - Kashiwagi Yuki 3rd Solo Live 寝ても覚めてもゆきりんワールド ～もっと夢中にさせちゃうぞっ～コンサートグッズ
- King & Prince
  - 『シンデレラガール』
  - 『Memorial』
  - 『君を待ってる』
  - 『King & Prince First Concert Tour 2018』
  - 『King& Prince』
- 超ときめき♡宣伝部
  - 『ときめき♡宣伝部のVICTORY STORY/青春ハートシェイカー』
  - 『恋のシェイプアップ♡』
  - 『トゥモロー最強説!!』
  - 『ときめきがすべて』
- 岡田奈々 ・『Asymmetry』
- FLOW ・『GET BACK』 ・『烈火』 ・『FLOW THE COVER 〜NARUTO縛り〜』
- ClariS ・『寂しい熱帯後』『ClariS SPRING TOUR 2024 ～Tinctura』